# Kara Zor-El
Kara Zor-El, più nota come Supergirl, è un personaggio dei fumetti statunitensi pubblicati da DC Comics, creato da Otto Binder e dall'illustratore Al Plastino. Come Supergirl, Kara è cugina, e controparte femminile, dell'icona della DC Comics, il supereroe Superman, creato dallo scrittore Jerry Siegel e dall'artista Joe Shuster. Fin dalla sua introduzione nel 1959, Supergirl divenne uno dei personaggi più iconici e riconoscibili dei fumetti e in seguito fece numerose apparizioni anche in altri media correlati, come cinema e televisione.
Il personaggio di Supergirl comparve per la prima volta in una storia pubblicata su Action Comics n. 252, nel maggio 1959, dal titolo The Supergirl from Krypton. Fin dal debutto del personaggio, la Supergirl Kara Zor-El fu adattata ai correlati al franchise di Superman, inclusi il merchandise, la televisione e alcune apparizioni nei film. Tuttavia, durante la rivoluzione della Modern Age dei fumetti negli anni ottanta, gli editori di Superman credettero che la storia del personaggio avesse raggiunto livelli eccessivamente confusi ed ambigui, desiderando di riproporre il concetto di Superman come "ultimo figlio di Krypton". Così, Supergirl venne uccisa nella miniserie del 1985, Crisi sulle Terre infinite, ed eliminata dall'esistenza. Fin da Crisi, numerosi personaggi non correlati a Superman utilizzarono l'alias di "Supergirl".
Kara Zor-El rientrò nella continuity principale nel 2004, quando il vicepresidente anziano della DC Comics, Dan DiDio, insieme all'editore Eddie Berganza e allo scrittore di fumetti Jeph Loeb, reintrodusse il personaggio nella storia, The Supergirl from Krypton, nella serie Superman/Batman. Il titolo fu un omaggio al debutto del personaggio del 1959. Come Supergirl corrente, Kara Zor-El è al momento la protagonista di una sua serie mensile.

## Storia editoriale

### Creazione
Anche se Kara Zor-El fu il primo personaggio ad utilizzare il nome di "Supergirl", la DC Comics testò in precedenza l'accoglienza presso il pubblico di tre diversi personaggi. La prima storia a rappresentare una controparte femminile di Superman fu, "Lois Lane - Superwoman", pubblicato in Action Comics n. 60, nel maggio 1943. Nella storia, una Lois Lane ricoverata in ospedale sogna di aver ottenuto i poteri di Superman, grazie ad una trasfusione di sangue dell'Uomo d'Acciaio. Inizia così, la sua carriera di Superwoman, completata da una sua versione del costume di Superman.
In Superboy n. 78, nella storia dal titolo Claire Kent, Alias Super-Sister, Kal-El, alias Superboy, salva la vita a una donna aliena di nome Shar-La, che trasforma Superboy in una ragazza, a causa dei suoi pensieri discriminanti verso le donne al volante, percepiti telepaticamente dalla donna. Nella cittadina di Smallville, Clark afferma di essere Claire Kent, una parente venuta da fuori città, al momento ospite dei Kent. Quando indossa il costume afferma di essere la sorella di Superboy, Super-Sister. Una volta che Superboy impara la lezione riguardo all'essere più rispettoso nei confronti delle donne, Shar-La rivela che l'episodio non è stato altro che un sogno proiettato nella mente del giovane kryptoniano. Quest'incidente potrebbe essere stato un modo per proporre al pubblico una riflessione verso la discriminazione sessuale contro le donne, all'epoca metafora del disdegno vissuto da queste. In Superman n. 123, dell'agosto 1958, Jimmy Olsen utilizza un totem magico al quale chiede di far comparire una "super-ragazza" dal nulla, in aiuto a Superman. I due si incontrano molte volte, finché lei non viene mortalmente ferita mentre stava proteggendo Superman da una meteorite di kryptonite. La DC Comics utilizzò la storia per attirare la stima da parte dei lettori nei confronti di una controparte femminile superpotente di Superman.
Otto Binder scrisse, e Al Plastino illustrò, la sua storia di debutto in Action Comics n. 252 del maggio 1959, in cui la definita Kara Zor-El venne inviata sulla Terra dai suoi genitori, Zor-El e Alura al fine di essere cresciuta da suo cugino Kal-El, meglio noto come Superman.
La reazione della DC comics, della prima comparsa di Supergirl fu entusiastica, con migliaia di lettere contenenti commenti più che positivi. La prima lettera-commento pubblicata in Action Comics nell'agosto 1959 fu quella scritta da un ragazzino di undici anni da Garland, nel Texas, di nome David Mithcell. Lo stesso Dave Mitchell divenuto negli anni a venire una persona molto nota nel circuito radiofonico di Miami.
Dopo il suo debutto, Supergirl adotta l'identità segreta di un'orfana di nome "Linda Lee", dove utilizza l'Orfanotrofio Midvale quale base delle sue operazioni. Supergirl agì per tre anni come "arma segreta" di Superman, finché non fu presentata ad un mondo ignaro in Action Comics n. 285 nel 1962. Supergirl condivise Action Comics a fianco di Superman, finché non venne trasferita, negli anni sessanta, alla testa di Adventure Comics. In questo periodo, "Linda Lee" venne adottata e divenne "Linda Danvers", trasferendosi infine al Stanhope College, e quindi a San Francisco. Nel 1972 ottenne finalmente un proprio fumetto, ma il film, che produsse il cambio dello staff creativo, non fu un successo, per cui il fumetto venne cancellato. Supergirl, insieme a Lois Lane e Jimmy Olsen, i cui fumetti furono cancellati all'incirca nello stesso periodo, furono trasferiti nel fumetto, Superman Family, del quale presto divenne la protagonista, prima che il fumetto venisse rilanciato alcuni anni dopo.

### Morte durante Crisi sulle Terre Infinite
Nel 1985, la maxiserie Crisi sulle Terre infinite fu concepita come un modo per introdurre una certa discontinuità nell'economia degli episodi. Nonostante la costante popolarità della storia di Supergirl e dello status come membro principale della Superman Family, fu presa la scelta da parte degli editori della DC Comics e dai creatori della maxiserie di "provocare" la morte di Supergirl nel corso di Crisi sulle Terre Infinite. Secondo Marv Wolfman, scrittore della maxiserie:
«Prima della maxiserie, Crisi sulle Terre Infinite, vi fu la probabilità che metà di Krypton potesse sopravvivere alla distruzione. I principali attori sono : Superman, Supergirl, Krypto, i criminali della Zona Fantasma, la città in bottiglia di Kandor, Power Girl, e molti altri. Il nostro obiettivo era di rendere Superman un personaggio unico del suo genere. Ritornammo così alle sue origini e decidemmo che Kal-El doveva essere l'unico sopravvissuto all'esplosione del pianeta Krypton. Questo, triste a dirsi, è il motivo per cui Supergirl dovette morire. Tuttavia, eravamo allarmati dalla quantità di lettere che ricevemmo, nelle quali c'era scritto che la morte di Supergirl in Crisi sulle Terre Infinite, era la storia migliore che i fan avessero mai letto. Grazie. A proposito, Kara manca anche a me».
Anche dopo la morte di Kara Zor-El, fu impossibile rimuovere il personaggio di Supergirl. Altri personaggi non correlati a Superman presto acquisirono l'alias di Supergirl, inclusa Matrice, Linda Danvers e Cir-El.
Nel 1989, nella storia Christmas with Super Heroes l'anima di Kara appare a Boston "Deadman" Brand, ma senza continuità, fino alla comparsa della serie della Supergirl-Linda Danvers nei n. 48 e 49 del 2001.
Un'eroina somigliante alla Kara pre-Crisi sarebbe comparsa successivamente in Final Crisis: Legion of 3 Worlds n. 5, insieme ad un'intera armata di Legionari provenienti da mondi, tempi e realtà alternativi, allo scopo di sconfiggere Time Trapper.

### Resurrezione
Prima dell'introduzione della Kara Zor-El post-Crisi nella continuità principale, la Kara Zor-El pre-Crisi fece una comparsa in Supergirl: Many Happy Returns di Peter David. La serie di Supergirl dell'epoca, con protagonista Linda Danvers, rischiò la cancellazione, per cui Peter David pensò ad una storia sufficiente a rivitalizzare la serie. In un'intervista con Cliff Biggers di Newsarama, David affermò:
«Anche se pensavo che creare una storia correlata a Kara sarebbe stato divertente, l'impeto a questo punto era, francamente, sono le vendite...Tentai di immaginare chi al momento non stava leggendo la serie, e tentammo così di avvicinarci a due gruppi dei quali intendevamo stimolare curiosità: coloro che si annoiavano leggendo la serie corrente e coloro che non accettavano nessun'altra Supergirl all'infuori di Kara. Creando "Many Happy Returns", tentai di accogliere entrambe le audience potenziali.».
Mentre Many Happy Retturns non salvò la serie di Supergirl dalla cancellazione, catalizzò invece un forte interesse nei confronti di Kara Zor-El. Dopo il lancio della serie Superman/Batman, il produttore esecutivo Dan DiDio cercò un modo per semplificare il personaggio di Supergirl dalla sua storia post-Crisi involuta; la versione più semplice, naturalmente, era quella della cugina di Superman. Jeph Loeb e l'editore Eddie Berganza trovarono un escamotage per reintrodurre il personaggio, dopo la conclusione della prima storia di Superman/Batman. Loeb affermò:
«Era la convergenza di due treni diretti l'uno verso l'altro. Stavo lavorando sulla serie mensile di Superman quando l'editore del gruppo di Superman, Eddie "Extravaganza" Berganza, ed io, eravamo concentrati su una storia riguardo ad un asteroide gigante proveniente da Krypton che si stava dirigendo verso la Terra, e, quando giunse nei pressi di Nettuno, Superman iniziò a "sentirlo". Ci immaginavamo di collegarlo al racconto "The Fall of Luthor", quando la DC mi diede carta bianca nell'inserire Lex Luthor alla Casa Bianca e di trovare un modo per farlo uscire. Eddie ed io iniziammo a ipotizzare sulla possibilità che nell'asteroide ci fosse "qualcosa", o "qualcuno"; nessuno di noi due osava dirne cosa o il nome, ma entrambi sapevamo di chi stavamo parlando».
La versione moderna di Kara Zor-El debutta in Superman/Batman n. 8 (2004). Kara indossa il mantello di Supergirl solo alla fine della storia. Il fumetto di Supergirl sarebbe poi stato rilanciato con protagonista Kara Zor-El nei panni della "Ragazza d'Acciaio". La prima storia della nuova serie venne scritta da Jeph Loeb ed illustrata da Ian Churchill. Loeb avrebbe successivamente descritto il fascino della scrittura di Supergirl:
«Mi piace che Kara disponga di tutti questi poteri e che debba imparare cosa significa essere un eroe nell'Universo DC», disse Loeb. «Una cosa è tentare di capirlo e diventarlo come Manhunter, il che è terribile, ma quando racconti di un'icona come Supergirl alla ricerca del suo scopo nella vita, ti ritrovi allo stesso tempo, ad esplorare un livello di potere che non avevamo neanche immaginato... insomma, c'era solo da divertirsi».
Dato che il personaggio continuava ad essere reinventato, il passo successivo verso la ricostituzione dell'icona era una delle variazioni più promettenti. L'artista Jamal Igle e l'editore Matt Idleson mossero la transizione del personaggio dai «pantaloni sotto la gonna» a «calzoncini da ciclista», intuendo che un tale cambiamento fosse una progressione logica «più rispettabile».

## Biografia del personaggio

### Silver Age
Nella storia del suo debutto, Kara Zor-El fu descritta come l'ultima sopravvissuta della città di Argo del pianeta Krypton. Argo sopravvisse alla distruzione, ma fu mandata alla deriva nello spazio profondo, all'interno di un ambiente autosufficiente. Il terreno della colonia si tramutò lentamente in kryptonite che rilasciava pericolose radiazioni. Anche se il padre di Kara, Zor-El piazzò strati di piombo al fine di proteggere i suoi concittadini, le radiazioni perforarono le protezioni e molti kryptoniani morirono.
La comparsa successiva di Supergirl in Action Comics, disegnato per dieci anni dal genio dell'illustrazione, Jim Mooney, Supergirl adottò l'identità di Linda Lee, orfana dell'Orfanotrofio Midvale. Si travestì, nascondendo i suoi capelli biondi sotto una parrucca castana. In questo periodo, interagì personalmente con gli umani, compiendo piccole buone azioni e salvando il "mondo" di una persona alla volta. Supergirl utilizzò anche astuti stratagemmi al fine di agire come "Arma Segreta di Superman", salvandolo numerose volte..
Linda decise di farsi adottare da un ingegnere e scienziato missilistico di nome Fred Danvers e da sua moglie, Edna, nel momento in cui si trovò temporaneamente priva di poteri a causa di un complotto di uno scienziato kandoriano di nome Lesla-Lar. Al momento giusto, rivelò la sua identità segreta ai suoi genitori adottivi, nello stesso giorno in cui Superman rivela al mondo la sua esistenza, alla fine della serie più lunga mai esistita della DC (otto capitoli), chiamata The World's Greatest Heroine.
Quando Kara si rese conto di aver avuto frequenti sogni precognitori riguardo alla sopravvivenza dei suoi genitori naturali, costruì una macchina per il teletrasporto, aiutata dal talento ingegneristico di suo padre: questa macchina condusse dalla "Zona di Sopravvivenza" Zor-El e Alura, dove i due si erano teletrasportati durante i momenti finali di Argo City. Finirono per farsi una vita a Kandor, e, quando la città si allargò, si trasferirono a Rokyn/Nuova Krypton, dove ebbero il triste compito di ricevere le spoglie di Supergirl dopo la serie, Crisi delle terre infinite.
Diplomandosi nel 1965, Linda Lee frequenta lo Stanhope College grazie ad una borsa di studio, fino alla laurea, ottenuta nel 1971. Durante quest'epoca, venne aiutata dal suo gatto Streaky, dal suo cavallo Comet divenendo amica di Lena Thorul, che comparve per la prima volta nella serie dedicata a Lois Lane. Kara fu anche membro della Legione dei Supereroi, dove divenne un'intima amica di Brainiac 5. In più, ebbe anche un fidanzato che viveva in un orfanotrofio, Richard "Dick" Malvern, ed uno proveniente da Atlantide, Jerro, il tritone.
Nel[1967, Supergirl incontra per la prima volta Batgirl nella serie, World's Finest Comics. Sviluppando una forte amicizia, i due personaggi si alleano diverse volte, come in Superman Family n. 171, o Adventure Comics n. 381. Nel 1969, Supergirl abbandona Action Comics e diviene, dal n. 381, del giugno 1969, un personaggio tipico di Adventure Comics.
Nel corso gli anni settanta, sia il costume di Supergirl, che la sua carriera civile, subiscono diversi cambiamenti. In quest'epoca, il suo costume più ricordato è una maglia a forma di "V" con una "S" sul cuore, e un paio di pantaloncini rossi. Nella sua identità segreta come Linda Lee Danvers, Kara Zor-El ricoprì diversi lavori, compreso, insegnare recitazione ai laureandi, reporter televisiva, tutor studentesco, per diventare infine, un'attrice della soap opera televisiva, "Secret Hearts".

### Bronze Age
Nel 1971, quando l'editore della DC, Mort Weisinger va in pensione, grazie all'assistente editore Joe Orlando e l'artista Mike Sekowsky il personaggio di Kara fu oggetto di un rinnovato interesse. Indossando una serie di nuovi costumi, lasciando la sua casa adottiva e i coniugi Danvers, Linda si trasferisce a San Francisco, dove lavora per la KSF-TV, fidanzandosi con il suo capo, Geoff. Queste storie inclusero diversi personaggi, tra i quali la criminale e nemica più conosciuta di Supergirl: la nipote di Lex Luthor, Nasthaltia, o Nasty. La ragazza seguì perennemente Supergirl, al fine di smascherarne l'identità segreta.
Kara fu inoltre protagonista di una sua serie omonima mensile iniziata nel 1972 e terminata nel mese di ottobre del 1974, quando il suo fumetto si fuse con Superman's Girlfriend, Lois Lane e Superman's Pal Jimmy Olsen, al fine di creare un nuovo fumetto: ovvero, la serie più venduta della DC, dal titolo Superman Family, dove a rotazione fu protagonista di diverse storie, fino al 1982. Nello stesso anno, fu protagonista di una seconda serie mensile dal titolo, The Daring New Adventures of Supergirl, poi semplicemente Supergirl. Fece di Chicago la sua nuova casa iniziando ad indossare sulla fronte una fascia. Questa serie proseguì fino all'improvvisa cancellazione nel 1984, solo due mesi prima del debutto del personaggio nel film avente come protagonista l'attrice, Helen Slater.
Nella serie, Crisi sulle Terre Infinite (1985), i protagonisti sono più grandi eroi di Terra-1, i racconti spaziano su diversi livelli dimensionali. Su Terra-1 per esempio opera la Justice League of America, mentre su Terra-Due agisce la Justice Society of America. Su Terra-4 e Terra-S vivono i più grandi eroi della ex-Fawcett Comics, mentre su Terra-X vivono i Combattenti per la Libertà, tutti unirono le loro forze al fine di sconfiggere l'Anti-Monitor.
Nel corso della serie, quando Superman giunse faccia a faccia con l'Anti-Monitor venne colpito e reso incosciente. Supergirl, prima che venisse ucciso, si precipitò a salvarlo. Riuscì a sua volta a combattere contro l'Anti-Monitor sufficientemente a lungo da permettere al Dottor Light di portare suo cugino ad una distanza di sicurezza, ma finì per essere uccisa. Un memoriale funebre pubblico per Supergirl ebbe luogo a Chicago, dove Batgirl (Barbara Gordon) partecipò recitando un elogio funebre. Nel suo discorso disse: «Kara fu un'eroina. Non sarà mai dimenticata». Superman, quindi, rese una cerimonia privata portando il corpo di sua cugina a Rokyn/Nuova Krypton dove lo consegnò ai suoi genitori. Un numero di Superman del mese successivo rivelò che Kara sperimentò una premonizione della sua futura scomparsa. Tuttavia, quando l'universo venne rinnovato, la linea temporale venne alterata. Kara Zor-El e tutti i ricordi a lei legati vennero cancellati dall'esistenza.

### Echi
Dopo questi eventi, l'anima di Kara Zor-El fece un'altra comparsa tre anni dopo, in una storia intitolata Should Auld Acquaitance Be Forgot in Chritmas with the Super-Heroes n. 2 del 1989. Nella storia, Boston Brand (Deadman) tentò di appropriarsi del sentimento del Natale degli altri possedendo i loro corpi. Di questo si pentì, gli fu negata la ricompensa per gli anni passati a proteggere gli altri, passando un periodo gravido di sensi di colpa. Una donna bionda vestita con abiti caldi gli si avvicinò, sorprendendolo. In qualche modo, vedendo l'invisibile Boston, cominciò a conversare con lui ricordandogli:
«Non lo facciamo per la gloria. Non lo facciamo per il riconoscimento [...] Lo facciamo perché dev'essere fatto. Perché se non lo facciamo, non la farà nessuno. E lo facciamo anche se nessuno sa che l'abbiamo fatto. Anche se nessuno sa che esistiamo. Anche se nessuno si ricorda che siamo mai esistiti».
Ricordò a Brand, che per quanto fosse morto, era ancora umano, e avrebbe dovuto essere contento perché significava che il suo spirito era ancora vivo. Non appena la donna se ne andò, Brand le chiese chi fosse, a cui lei rispose «Il mio nome è Kara. Anche se non credo che significhi qualcosa per te». La storia, scritta da Alan Brennert e disegnata da Rick Giordano, è dedicata ad Otto Binder e Jim Mooney, aggiungendo «Noi ricordiamo ancora!».
Infine, l'anima di Kara comparve due volte durante la serie di Peter David, più specificamente nei n. 48 e 49 quando apparve di fronte alla Supergirl di allora, sconfitta e imprigionata, la Linda Danvers della Terra, e la confortò. Linda sapeva di essere stata aiutata tre volte dalla sua amica-spirito, e, quando le chiese il suo nome, le fu detto dalla figura sorridente: «Io sono nota sotto molti nomi, ma mi trovo più a mio agio con questo: Kara!».

### Modern Age
Nel 2004, Jeph Loeb reintrodusse Kara Zor-El nella continuità post-Ora Zero nella serie, Superman/Batman: Supergirl. Venne prima scoperta da Batman nella baia di Gotham City. Kara Zor-El affermò di essere la cugina biologica di Kal-El. Anche se cronologicamente più vecchia di Superman, la nave sulla quale viaggiò verso la Terra venne catturata nella scia di un enorme meteorite di kryptonite verde, che, per la maggior parte del viaggio, la tenne in stato di animazione sospesa. Superman accettò la sua storia, ma Batman non sembrò molto convinto. Kara iniziò a sviluppare il controllo sui suoi poteri appena scoperti, sotto la guida di Wonder Woman e delle Amazzoni sull'isola di Themyscira. Venne quindi catturata dal super criminale alieno Darkseid e sottoposta al lavaggio del cervello affinché divenisse leader delle Furie Femminili. Dopo la missione di soccorso guidata da Superman, Batman e Wonder Woman, Kara Zor-El assunse l'identità eroica di Supergirl.
Dopo la conclusione di The Supergirl from Krypton, la DC rilanciò per la terza volta il mensile Supergirl con protagonista Kara Zor-El. La prima storia del fumetto scritto da Loeb, Supergirl: Power (2005) mostrò una supereroina in un viaggiò alla scoperta di sé stessa, durante il quale incontrò Power Girl, la sua controparte di un altro universo, i Teen Titans, gli Outsiders, la Justice League of America e l'arci-criminale, Lex Luthor.

### Legion of SuperheroeseUn Anno Dopo
Durante il vasto crossover della serie, Crisi infinita (2005), in una serie successiva, Crisi sulle Terre Infinite, Supergirl venne salvata da Donna Troy, divenendo amica del supereroe coetaneo Firestorm. Dopo una caotica battaglia in cui Firestorm e altri numerosi eroi apparentemente sembravano morti, Supergirl svanì durante il ritorno dallo spazio profondo. Nel corso di questo periodo, la DC Comics rinominò il fumetto mensile da Legion of Super Heroes a Supergirl and the Legion of Super-Heroes. Dal n. 16, Supergirl ricomparve nel XXXI secolo,, rispettata quale membro della Superman family unendosi così alla Legione dei Supereroi. Nella serie limitata 52, racconta gli eventi che ebbero luogo durante l'anno di assenza alla fine della serie Crisi Infinita, Donna Troy ricordò la Kara Zor-El originale e il suo sacrificio per la salvezza dell'Universo.
Un anno dopo la serie Crisi Infinita, durante la Terza Guerra Mondiale della Settimana 50 della serie 52, Supergirl fece ritorno al XXI secolo. Dopo aver supplito per un breve periodo a Superman, all'epoca senza poteri, come guardiana di Metropolis, nella storia Supergirl: Kandor di Greg Rucka, assunse l'identità di Flamebird allo scopo di combattere il crimine nella città in bottiglia di Kandor, con Power Girl nelle vesti di Nightwing. Mentre si trovava a Kandor, Kara venne telepaticamente manipolata da una versione malvagia di Saturn Girl (Saturn Queen) perché si innamorasse di Ultraman, che affermava di essere Kal-El. Dopo che Ultraman venne sconfitto, Saturn Queen disse a Kara della presenza di sopravvissuti di Argo City in cambio della salvezza della vita di Ultraman.
Nel racconto Supergirl: Identity di Joe Kelly (2006), Kara Zor-El tentò di crearsi un'identità segreta sotto il nome di Claire Connors, fingendo di essere un'adolescente del Kansas. Si alleò con gli Outsiders, ingaggiò una battaglia contro Batgirl, ed ebbe una relazione sentimentale con Power Boy, terminata dopo che Claire scoprì l'ossessione e la natura violenta di Power Boy, e dopo aver scoperto che il giovane era nato su Apokolips. La storia successiva di Kelly mostra Supergirl mentre viene a conoscenza delle vere origini del suo passato incontrando la sua controparte della Silver Age. La sconfitta della sua controparte in Supergirl n. 18 rivelò che le sue recenti avventure, inclusa la Terra infestata dai Fantasmi e il diretto incontro di Kara con suo padre, erano parte di un "test" progettato da Dark Angel, che si era mascherato da Supergirl pre-Crisi. Quattro mesi dopo, fu data un'altra origine alla ragazza d'acciaio: suo padre era un ranger e sua madre una scienziata.

### Amazons AttackeTeen Titans
Durante la serie limitata in sei parti di Will Pfeifer Amazons Attack!, (2007), Wonder Girl e Supergirl scoprirono che le Amazzoni di Themyscira avevano invaso Washington A causa dell'atto di Sicurezza Interna McCarran, approvato dal Presidente degli Stati Uniti, la madre di Wonder Girl e un'amica di Supergirl di nome Alison, vennero trattenute in un campo di internamento. Non appena le Amazzoni tentarono di invadere il campo e liberare le donne, queste vennero fermate dai Teen Titans, e fu detto loro da Robin, che un negoziato sarebbe stata la migliore soluzione. Volarono quindi a Washington per mediare con la Regina Hippolyta, alla quale Supergirl riferì che un negoziato era impossibile, dato che il Presidente si trovava sull'Air Force One. Accettando di portare il leader degli Stati Uniti di fronte alla Regina Amazzone, le due ragazze bloccarono il viaggio dell'aeroplano presidenziale minacciando di abbattere l'aereo se il Presidente non le avesse seguite. Dopo aver abbattuto l'Air Force One, Wonder Girl e Supergirl compresero quanto fossero state sciocche a seguire le indicazioni delle Amazzoni, per cui aiutarono gli eroi a battersi contro di loro.
Poco dopo la fine della Guerra Amazzone, Supergirl aderì ai Teen Titans con l'approvazione di Superman. Durante la loro prima missione come membro ufficiale della squadra, lei e gli altri Titans si ritrovarono a confrontarsi contro i sinistri Titans of Tomorrow. La giovane kryptoniana si ritrovò a battersi contro un Conner Kent ri-clonato. Dopo tale episodio la Terra fu testimone di uno scontro epocale tra Supergirl e Wonder Girl, evento che indusse Supergirl a lasciare i Teen Titans.

### Linda Lang
A causa della scarsa conoscenza degli esseri umani, del pianeta Terra e dei suoi poteri, Kara commise una serie di errori: nel mezzo di una scaramuccia, promise ad un ragazzino che lo avrebbe "salvato", senza sapere che era malato terminale di cancro, e che in realtà non avrebbe potuto mantenere la sua promessa. Le sue battaglie contro numerosi criminali e metaumani causarono enormi danni a tutta la città di Metropolis. Cat Grant, che nutriva un forte astio verso la Ragazza d'Acciaio, iniziò una campagna stampa sul Daily Planet tentando di mettere contro di lei l'intera opinione pubblica. Parlando con altri eroi con un'identità segreta, Kara si convinse che lei avrebbe avuto bisogno di una maggiore conoscenza degli esseri umani. Accettò, quindi, il suggerimento di Lana Lang di presentarsi per un lavoro al Daily Planet come "Linda Lang", nipote adolescente di Lana. La miniserie Crisi Finale di Grant Morrison mostrò Supergirl tra le rovine di Blüdhaven, in una battaglia contro Mary Marvel..

### Nuova Krypton
Nella storia Nuova Krypton, in cui Superman scoprì e liberò la vera Kandor, Supergirl incontra suo padre, Zor-El e sua madre Alura. Saturn Queen della falsa Kandor aveva ragione: Argo City sopravvisse alla distruzione di Krypton. Tuttavia, il campo di forza di Argo City era sul punto di collassare. Sia Zor-El, che suo fratello Jor-El, tentarono di avvisare il consiglio di una possibile distruzione, ma anche questi si rifiutarono di ascoltarlo. Pertanto Zor-El costruì una nave spaziale nella speranza di trovare un nuovo pianeta sul quale trasferirsi. Prima che potesse farlo, Brainiac attaccò la colonia kryptoniana. Così Zor-El scaraventò in fretta e furia sua figlia nella nave spaziale lanciandola verso la Terra, dato che sua madre le disse di badare anche al piccolo cugino, Kal-El. Argo finì per divenire la compagna di Kandor, e venne rimpicciolita. Questa è la trama dell'episodio di Supergirl n. 35, dove Zor-El utilizza una macchina per estrarre dal corpo di Kara la kryptonite, ed evitare l'avvelenamento, dopo che la sua nave spaziale venne trattenuta in un gigantesco asteroide. Zor-El e Alura informarono Kara che i sintomi da avvelenamento erano: sbalzi d'umore, aggressività, cristallizzazione del sangue, perdita di memoria e allucinazioni - tutti sintomi da lei esibiti fin dal suo arrivo sulla Terra. La macchina di Zor-El la curò del tutto ricostruendo le sue memorie perdute e distorte. Poco dopo, Metallo e Reactron, dopo una loro apparente arresa, vennero condotti a Kandor da militari kryptoniani. In realtà era solo una finta: Reactron, utilizzando il suo nuovo cuore di kryptonite d'oro, mise temporaneamente fuori gioco numerosi kryptoniani, uccidendo Zor-El. Alura diede la colpa della morte del marito a Kara e a Superman, incolpandoli di aver fallito nel mantenere l'ordine sulla Terra, in risposta Kara volò via. Kara incontrò poi la nuova Superwoman, che l'aiutò, parlando, a calmare la sua rabbia. Dopo la formazione di Nuova Krypton, Kara era ad un bivio: o la scelta di vivere sulla Terra o gli obblighi che aveva verso sua madre. Tentò di ritrovare Reactron e di portarlo di fronte alla giustizia, solo per essere continuamente bloccata da Superwoman. Durante il confronto finale con lei, Kara scoprì che Superwoman era in realtà Lucy Lane, uccidendola accidentalmente dopo aver rotto la sua tuta. Successivamente, Kara si unì alla Gilda della Scienza di Nuova Krypton. Aiutando Superman a perseguire i criminali kryptoniani, Kara incontrò Mirabai, che la teletrasportò in un vicolo.
Qui trovò Chris Kent e Thara Ak-Var. Supergirl attaccò Thara, per aver ucciso suo padre e aver tentato di ucciderla. Tuttavia, Chris la fermò e le disse che Thara era sua cugina. I tre furono attaccati dal Guardiano e dalla Polizia Scientifica, che li accusarono della morte di Mon-El. Chris tentò di riferire al Guardiano, che non erano loro gli assassini, ma il supereroe li ignorò. I tre riuscirono a scappare a Parigi. Chris, Thara e Kara parlarono di ciò che stava succedendo. Quindi, scoprirono che i due che stavano combattendo erano i veri responsabili della morte del Legionario: Metallo e Reactron. Tuttavia, vennero attaccati dalla Squad K.
Sfuggiti alla Squad K i tre si diressero a casa di Lana Lang. Decisero anche di fare sì che Lois li aiutasse a riabilitare i loro nomi. Chris e Lana giunsero a casa di Lois, mentre Kara e Thara rimasero nell'appartamento di Lana. Thara disse a Kara che Lana le stava nascondendo qualcosa. Videro, quindi, la Squad K volare in direzione di Chris allo scopo di attaccarla. Kara e Thara aiutarono Chris a combattere la Squad K, ma vennero attaccati con dei ferri del sole rosso. Fortunatamente, la telecinesi tattile di Chris non fu intaccata dai raggi del sole rosso, così i tre riuscirono a liberarsi e a combattere nuovamente contro Reactron. Thara si trasformò in Flamebird e distrusse la kryptonite d'oro di Reactron. Stava quasi per ucciderlo, ma Supergirl la fermò. Quindi, Supergirl portò Reactron su Nuova Krypton, ma disse che sarebbe ritornata per sapere che cosa le stava nascondendo Lana.
Kara condusse Reactron da Alura. Alura ebbe alcuni flashback della sua vita con Zor-El prima che Reactron lo uccidesse. Ricordò di come la Gilda della Scienza le avesse insegnato che l'amore era semplicemente una risposta chimica agli stimoli esterni e che quindi doveva ignorarlo, ma lei amava suo marito. Tornata al presente Reactron fu sottoposto a giudizio. Prima che il verdetto venisse emanato, molti kryptoniani per vendetta irruppero nel tribunale. Supergirl e Alura tentarono di salvare Reactron, ma nella confusione, il criminale probabilmente venne ucciso. Così, Supergirl decise di ritornare sulla Terra.

### Regina Insetto[nonchiaro]
Mentre I'spettore Handerson stava investigando su un crimine, trovò il corpo di una donna, completamente ricoperto di rune. Kara chiese a Lana una spiegazione a proposito della sua misteriosa malattia: la donna le rispose che non voleva ritornare al tempo in cui tentò di salvare un ragazzino malato di cancro. Kara pensò che fosse una malattia incurabile. L'Ispettore chiamò Kara e i due si allearono contro Silver Banshee. Kara afferrò una scatola e venne trasformata in un Banshee. Nel frattempo, Lana era collassata e stava sanguinando. Gli spiriti che si impossessarono di Supergirl erano infuriati con Silver Banshee. Misero a tacere la criminale con una catena magica rimproverandola di non aver trovato l'artefatto. L'Ispettore trovò una moneta magica con la quale riuscì a fermare gli spiriti della Banshee, così Supergirl fu in grado di sfuggire al loro controllo. Quindi, Silver Banshee eliminò il clan senza corpo degli spiriti urlando i loro nomi. Kara si precipitò all'ospedale passando dalle porte come Linda Lang, proprio nel momento in cui Lana fu dichiarata morta. Era semplicemente sopraffatta, dal momento che non riusciva a comprendere la conversazione tra lei e il dottore che stava cercando di spiegarle cos'era accaduto. Disse chiaramente che non aveva sentito nulla. La sua mente stava barcollando, era tramortita dall'immensità del momento per riuscire ascoltare. La cosa che maggiormente colpì Linda, fu il fatto che si rese improvvisamente conto di essere veramente sola sulla Terra, e per questo versò qualche lacrima. Linda andò a vedere il corpo di Lana trovandola all'interno di una crisalide. La condizione di Lana derivava in qualche modo dal periodo che passò come Insect Queen.
Dopo di ciò, Supergirl venne catturata nel momento in cui l'ospedale venne inghiottito in un enorme bozzolo dal quale emerse un'armata di insetti umanoidi. Una volta liberata da Gangbuster, Linda formulò in collaborazione con Gangbuster e Kimiyo Hoshi ad un piano per infiltrarsi nel bozzolo, salvare gli ostaggi e scoprire chi fosse l'arteficie dell'invasione. Dopo essere stata scoperta e messa fuori combattimento, Linda si svegliò legata ed imbavagliata ai piedi di Lana, ritornata ancora una volta alla sua forma di Insect Queen. Insect Queen la informò che durante il suo ultimo incontro con Lana, raccolse un campione di DNA da inserire in sé per ricostruirsi un corpo. Le due donne finirono per confrontarsi, e la battaglia terminò quando Linda riuscì ad espellere la Regina dal corpo di Lana attraverso l'utilizzo di un'avanzata macchina kryptoniana. Dopo che Lana venne curata, Linda la informò che stava per lasciare la sua casa, sentendosi tradita dal fatto che la sua amica non avesse condiviso con lei il segreto della sua malattia.

### World's Finest Comics,Cry for JusticeeLa notte più profonda
In World's Finest Comics, per la prima volta, Supergirl e Stephanie Brown si allearono. Le due divennero subito amiche, ma vennero entrambe catturate dal Giocattolaio. Furono infine liberate quando Superman e Dick Grayson sconfissero il criminale.
Nella miniserie, Justice League: Cry for Justice, Kara, sempre in cerca di giustizia per la morte di suo padre, si unì alla squadra di eroi proattivi. Si scoprì che le fu offerto nuovamente di unirsi ai Teen Titans dopo essersi riconciliata con Wonder Girl, ma declinò gentilmente l'offerta per potersi unire alla Justice League. Dopo alcune missioni con la squadra di Hal Jordan, Kara fu la prima a scoprire che il suo compagno di squadra Capitan Marvel Jr. Freddy Freeman era in realtà il criminale Prometheus sotto copertura. Prima che Kara potesse avvertire gli altri eroi, Prometheus le sparò contro con il suo proiettile magico, ottenuto da Mercy Graves, ferendola gravemente.
Durante gli eventi di, La notte più profonda, Kara e Alura nel momento in cui visitavano alla tomba di Zor-El, un anello nero si attaccò alla sua mano trasformandolo in una Lanterna Nera. Kara infine riuscì a tenere a bada suo padre sufficientemente a lungo per permettere ad Alura di intrappolarlo fuori Krypton, attraverso l'utilizzo di un campo di forza.

### Last Stand of New Krypton
Brainiac sparse le sue truppe robot su Nuova Krypton, per cui Supergirl e Superman si organizzarono per respingere l'armata dei droni. Superboy, Mon-El e la Legione dei Supereroi si unirono al combattimento rivelando a Zod che vi erano altri pianeti obbiettivo di Brainiac. Zod mandò via Supergirl e fece arrestare i Legionari. Supergirl e Mon-El stavano combattendo contro le sonde di Brainiac quando Mon-El ricevette un messaggio telepatico da Tellus. Avrebbe dovuto salvare Superman, catturato da Brainiac e Lex Luthor. Supergirl lo baciò per portargli fortuna, poi si precipitò a salvare sua madre, ma la vide che si confrontava con Superboy. Kara lo allontanò con un colpo, ma Conner tornò subito indietro per salvarle dalle sonde. Supergirl riferì ad Alura della missione della Legione sfidandola a ribellarsi a Zod. Alura perdonò la figlia e la mandò a combattere Brainiac a fianco della Legione. Mon-El entrò nella navicella nello stesso modo utilizzato da Superman, riuscendo a salvare sia lui che la città dei Lanothiani. Non appena Brainiac richiamò il suo esercito per combattere i due super uomini, Luthor se ne andò. Tornati su Nuova Krypton, Supergirl, Superboy e la Legione tentarono di unire i kryptoniani, ma le differenze di classe lo rendeva impossibile. Tellus decise di utilizzare un lavaggio del cervello di massa, era l'unico modo per "convincere" i kryptoniani a mettera da parte i loro rispettivi pregiudizi. Utilizzò, come esempio, Supergirl, poiché crebbe in quel tipo di società, ma fu in grado di maturare e superare le disuguaglianze razziali. Il piano fallì. Tellus pensò che la razza telepatica dei Lanothiani, cercò di andare ben oltre la mera manipolazione, utilizzò il loro potere, addirittura per cambiare le idee di tutti i kryptoniani. Con lo scatenarsi della battaglia, Supergirl, Superboy e la Legione portarono il combattimento sul satellite. Alura si confrontò con Zod rivelandogli che la Legione non era formata da terroristi. Sulla nave spaziale di Brainiac, questi si re-energizzò e si batté contro Superman. Durante lo scontro, Superman riuscì a resistere ai poteri telepatici dei Lanothiani, ma Brainiac si teletrasportò insieme agli altri. La Legione riuscì ad intrufolarsi nella nave spaziale di Brainiac grazie all'aiuto di Brainiac 5. Tuttavia, tutto ciò sembrò non aiutare le sorti di Nuova Krypton, per cui fu rimpicciolita e rimessa in una bottiglia. Superman fu colpito dal sistema di armamento di Brainiac e dichiarato morto. Eppure, Zod continuava a dire che Brainiac aveva perso. Nel frattempo Supergirl e Brainiac 5 si incontrarono: lui le rivelò quanto fosse complicato starle vicino, quanto l'amasse e di quanto fu duro accettare la sua scomparsa. Si scoprì che Brainy, provenendo dal futuro, conosceva la vita storica di Supergirl. Luthor trovò Reactron dopo aver ucciso Gor. Brainy e Kara combatterono per tutta la nave spaziale di Brainiac, ma Kara non riusciva a scrollarsi di dosso il pensiero di aver già conosciuto Brainiac 5. Lui tentò di ricordare se l'aveva già vista altre volte, ma capì che il potere telepatico di blocco della memoria di Saturn Girl stavano mascherando i suoi ricordi del futuro. Brainiac 5 le disse che lei avrebbe dovuto distruggere i reattori quando lui avrebbe tentato di tenere le Fagi.  Supergirl, così, distrusse il nucleo di potere del satellite. Le disse poi di fidarsi dei suoi amici e che lei poteva fidarsi di lui. Brainiac 5 non le rivelò nulla del suo futuro, ma le consigliò invece di vivere la sua vita e di decidere da sola il suo futuro. Supergirl trovò questo e i suoi modi rimuginanti piuttosto simpatici, e Brainy lo sapeva, senza che lei glielo avesse detto espressamente. Con il campo di forza della nave di Brainiac abbassato, Superman riuscì a rientrare nella navicella. A bordo, Luthor emerse da Kandor e rubò la città per sé. Superman si diresse a salvare la città in bottiglia, mentre Zod e i suoi soldati combattevano contro Brainiac. Nel frattempo, Mon-El era sempre prigioniero, ma la Legione completò la sua missione riuscendo infine a liberarlo. Superman catturò nuovamente Kandor, incontrandosi poi con Supergirl e Brainiac 5. Consegnò la Kandor rimpicciolità a Supergirl chiamandola "casa sua", confidando nel fatto che lei l'avrebbe protetta e riportata alle sue dimensioni normali. La Legione disse a Mon-El che il suo destino era di salvare il futuro e le città. Il giovane rientrò nel suo vecchio costume e lasciò Superman alle spalle. Brainy riuscì a re-ingrandire Kandor. Quindi, Superman raggiunse Zod per combattere Brainiac. Luthor ne approfittò per espandere la città presa dalla nave di Brainiac. Mon-El venne lasciato con la Legione dove aveva salvato le città imbottigliate e Zod si batté con Brainiac. Superman, Supergirl, Superboy e il resto di Nuova Krypton lavorarono insieme per fermare la nave. Kandor fu devastata al centro da un enorme createre. La città aliena stava ancora crescendo. Brainiac 5 si lanciò al salvataggio di Supergirl, che tentava di arrestare la crescita della città in espansione. Brainy riuscì a trovare un modo per fermarla e la rimise in bottiglia. Dopo di ciò trovarono Superman ferito in modo grave. Brainiac punì Luthor per il suo tradimento spezzandogli il collo, ma scoprendo poi che si trattava di un robot. Dopo una trasfusione di sangue da parte di Superboy, Superman giunse in tempo per salvare Brainiac da Zod, che stava per ucciderlo. Brainiac 5 arrivò e si teleportò via con il suo antenato. Prima di andarsene disse a Kara di badare a sua madre. Si scoprì che Luthor aveva lavorato con il Generale Lane per tutto il tempo. A Zod fu dato il comando totale su Krypton. Si scoprì poi che tutti i capi delle gilde, tranne Alura, rimasero uccisi nell'attacco. Alla fine di tutto, Zod dichiarò guerra alla Terra.

### War of the Supermen
Con Supermen prigioniero, Zod era pronto ad attaccare la Terra con il suo esercito. Alura stava intanto torturando Reactron affinché le rivelasse informazioni strategiche, poi scoperte da Kara. La ragazza rimase scioccata e disgustata. Disse ad Alura che suo padre le disse "bada a tua madre", avvertendola di cosa fosse capace Reactron e riferì a Supergirl che il Progetto 7734 lo avrebbe riportato su Nuova Krypton. Cominciò quindi a brillare: Alura lanciò Kara in una camera di radiazioni e ve la imprigionò, proteggendola e sacrificandosi per lei. Reactron esplose, seguito da Nuova Krypton. La maggior parte dei Kryptoniani furono uccisi e la sola gilda sopravvissuta fu quella militare, dato che in quel momento non si trovavano sul pianeta quando esplose. Superman ritrovò Supergirl e si addolorarono insieme, mentre Supergirl afferrò un pezzo dello scudo di sua madre. Infuriata per la perdita di sua madre per mano di Reactron, di Luthor e della Terra, Kara prese la bandiera di Krypton, portandola in battaglia, e raggiungendo la Terra per unirsi alla guerra. Superman riuscì a fermarla. Kara si fermò, sentendosi responsabile per la distruzione di Nuova Krypton, poiché fu lei che portò lì Reactron. Superman l'assicurò sul fatto che non fosse colpa sua, si abbracciarono e furono felici di sapere che potevano aiutarsi reciprocamente. Il Generale Zod inviò una grande parte delle sue truppe alla base del Corpo di Difesa Umana di Marte. I due lati si batterono, in quanto il Generale Lane chiamò Luthor perché terminasse il suo "Secondo Progetto". Utilizzando il falso cadavere di Rao e la tecnologia avanzata di viaggio nel tempo, la Terra si ritrovò un sole rosso. Flamebird si lanciò nello spazio e si tuffò nel sole. Thara spinse il suo corpo al limite, distruggendo la bomba-Rao, ricostituendo il colore giallo del sole terrestre, ma suicidandosi nel processo. Con il sole di nuovo giallo, i kryptoniani nello spazio ritrovarono i propri poteri. Alcuni di loro sopravvissero, ma morirono a migliaia. Superman era sia triste che furioso, e si diresse verso la Terra. I kryptoniani si ritrovarono così ad essere a poco meno di 7.000. Nel frattempo, Supergirl giunse a fermare Ursa. Mentre le due si volavano incontro, Superman incontrò Zod che mosse le sue truppe contro di lui nella zona di Metropolis. Supergirl venne sconfitta da Ursa, ma venne salvata all'ultimo istante dalla Superman Family. La loro destinazione fu il Progetto 7734. Prima di andarsene, lasciarono Ursa nella Zona Fantasma. Mentre Superman combatteva contro Zod, Superboy fece il giro del pianeta per confinare la maggior parte dei kryptoniani nella Zona Fantasma. Supergirl sconfisse Superwoman e combatté contro il Generale Lane. Quest'ultimo si suicidò, poiché per lui questa era una guerra che non avrebbe lasciato prigionieri. Con i rimanenti kryptoniani confinati nella Zona Fantasma, Superman mise fine alla guerra. Anche Zod venne confinato nella Zona Fantasma e Chris ne approfittò per sigillarla permanentemente. Nel fare ciò venne trasformato in un bambino. Lui e Mon-El esplorarono la Zona Fantasma. Superman commemorò la perdita di tutte queste persone, tenendo un memoriale nello spazio profondo. Lois volò con Superman proclamando che questa era una guerra nata dall'ignoranza e dal pregiudizio.

### Chi è Superwoman?
Kara ebbe un incubo a proposito di un combattimento con Superwoman (Lucy Lane) nel quartier generale del Progetto 7734. L'incubo si trasformò subito nei suoi amici e nella sua famiglia all'Inferno, dove le fu detto che aveva ferito chiunque fosse stato toccato da lei. A quel punto si svegliò. Lana disse a Kara che pensava a lei come a una famiglia. Kara le confidò che non voleva più essere Kara Zor-El, ma solo Linda Lang, a tempo pieno. Disse anche che non aveva più bisogno di essere Supergirl. Si presero un caffè in compagnia. Lana le suggerì di frequentare l'Università di Metropolis. Nel frattempo, Dottor Light e Gangbuster stavano investigando sul luogo di uno schianto. Si rivelò una navicella, che una volta aperta mostrò una Supergirl Bizzarra.
Nel mezzo degli eventi di Nel giorno più splendente, Kara venne chiamata in Germania da Congorilla, e la giovane giunse appena in tempo per vedere Power Girl che tentava di uccidere sia i membri della Justice League che i membri della Justice Society. Le due donne si confrontarono fino a un punto di stallo, dove Kara distrasse Power Girl sufficientemente a lungo perché Jade potesse metterla fuori gioco tramite dei suoi attacchi. Dopo di ciò, a Kara fu detto da Batman che lei sarebbe potuta restare con Al League, in quanto il suo aiuto per scoprire cosa scatenò Power Girl si sarebbe potuto dimostrare fondamentale. Dopo aver saputo che a Power Girl ed altri metaumani furono impossessati da un'entità cosmica nota come Starheart, Supergirl viaggiò a Gotham al fine di salvare la città da un'elementale dell'acqua di nome Naiad. Dopo la sconfitta e la cattura di Naiad, a Supergirl fu dato ufficialmente il benvenuto nella Justice League of America da Batman.

## Poteri e abilità
Come tutti i kryptoniani sotto un sole giallo, Kara ha sviluppato una sconfinata super forza, velocità e resistenza; invulnerabilità, volo, super respiro, vista a raggi X, vista microscopica e telescopica, soffio sovrumano e soffio congelante, vista calorifica e super sensi. La Kara Zor-El attuale è anche un'artista marziale, grazie all'addestramento ottenuto da Wonder Woman.
La continua esposizione ai raggi solari fa sì che i suoi poteri si incrementino costantemente. Molti personaggi dell'Universo DC notarono che Supergirl ogni tanto si dimostrò più potente di Superman. Tuttavia, come spiegato proprio da Superman, tutto ciò accadde perché lui passò tutta la vita a sopprimere inconsciamente i suoi poteri così da non ferire le persone intorno a lui, mentre Kara, senza tale esperienza, ha sempre utilizzato i suoi poteri alla massima estensione senza temere di ferire gli altri.

## Relazioni con altri personaggi
Durante la Silver Age, Kara ha avuto tre fidanzati: Brainiac 5, Jerro the Merboy e Dick Malverne, un compagno di classe ed ex residente dell'orfanotrofio Midvale. Ma il suo interesse amoroso principale era Brainiac 5 con cui faceva coppia fissa nelle storie della Legione dei Supereroi. Proprio alla fine della serie Daring New Adventures negli anni '80, Dick Malverne si presenta e la bacia lasciando intendere che i due fossero tornati insieme. Ma successivamente Supergirl è morta in Crisi sulle Terre Infinite e la sua storia editoriale Silver Age è finita. Nella storia postuma della Silver Age Solo di Tim Sale, Dick rivela a Kara che stava morendo di cancro e che aveva sempre saputo che era Supergirl, e lei lo conforta prima che muoia.
Nella continuità Post-Crisis, Kara non ha mai avuto un interesse amoroso costante, ma ha avuto relazioni più o meno stabili con Mon-El, Brainiac 5, Power Boy e Jimmy Olsen. Aveva stretto anche un rapporto d'amicizia molto forte con Owen Mercer, il figlio di Capitan Boomerang durante la run di Jeph Loeb del 2005, che alla fine era culminata con Kara innamorata ma non ricambiata da Owen che la vede come troppo giovane per lui. Aveva avuto anche una cotta per Dick Grayson/Nightwing che bacia di fronte ai Teen Titans attirando su di sé le ira della fidanzata di questi Starfire.

## Altri media

### Cinema
- Supergirl è la protagonista del film Supergirl - La ragazza d'acciaio (1984), interpretata da Helen Slater.[67] Il film è uno spin-off della serie di Superman con protagonista Christopher Reeve, connesso anche all'attore Marc McClure nei panni del giovane fotografo Jimmy Olsen.
- Kara Zor-El, alias Supergirl, è apparsa nel 13º film del DC Extended Universe (DCEU) The Flash (2023), interpretata da Sasha Calle.
- È stato annunciato che un omonimo film è in sviluppo presso i DC Studios nel gennaio 2023, come uno dei film del DC Universe (DCU). È basato sulla miniserie del 2021 scritta da Tom King.[68] Nel gennaio 2024, è stato annunciato che Milly Alcock era stata scelta per il ruolo della protagonista, nella quale è esordita nel film Superman (2025).[69]

#### Film d'animazione
- Summer Glau doppiò in originale Kara Zor-El nel film animato Superman/Batman: Apocalypse (2010). Il film si basa sulla storia The Supergirl from Krypton del fumetto Superman/Batman.
- Molly Quinn doppiò in originale Supergirl nel film animato Superman: Unbound (2013). Il film si basa sulla storia Superman: Brainiac di Geoff Johns e Gary Frank.

### Animazione
- Supergirl fu doppiata in originale dall'attrice Nicholle Tom nella serie animata del DC Animated Universe Superman. Venne descritta come Kara In-Ze, e non era la cugina di Superman come nei fumetti, ma piuttosto una quasi kryptoniana dal pianeta gemello di Krypton, Argo: un pianeta che morì quando l'esplosione di Krypton lo portò lontano dal Sole Rosso, facendo morire di freddo tutti, meno la famiglia di Kara, che si rifugiò in capsule criogeniche, molte delle quali furono distrutte e Kara rimase l'unica Argoniana sopravvissuta. Superman la ritrovò e la portò sulla Terra, informandola dei nuovi poteri e, contro la volontà del cugino adottivo, Kara divenne la seconda eroina di Metropolis, Supergirl. Nell'ultimo episodio della serie, Superman viene ipnotizzato da Darkseid e lo costringe a conquistare la Terra. Kara e Lois Lane riescono a farlo rinsavire, ma l'esercito, aiutato da Lex Luthor, spara al Kryptoniano un missile di Kryptonite che mette KO Kara. Superman, quindi, la porta velocemente da Professor Hamilton e gli chiede, o meglio, gli impone di curare Supergirl.
- In Justice League Unlimited, Supergirl diventa un membro della Lega e ottiene una nemesi: Galatea, un clone creato da Hamilton, quando le rubò il DNA, mentre la curava, e quando si unì al Progetto Cadmus, spaventato dall'idea (fondata) che la Lega un giorno potesse rovesciare la Terra. Dalla terza stagione, Supergirl ottiene anche un nuovo design: mentre prima indossava una magliettina corta bianca, il suo nuovo design la rivede indossare il suo costume classico blu. Tuttavia, la sua permanenza non dura, in quanto lei, John Stewart e Freccia Verde vengono portati nel futuro da Brainiac 5, discendente buono di Brainiac che chiede a loro aiuto per salvare la Legione dei Supereroi (la futura generazione della Lega) dalla Federazione dei Pianeti Uniti. Tuttavia, 5 non spiega che c'è il rischio che uno di loro (apparentemente Supergirl) non tornerà nel presente stando agli archivi storici. Tuttavia, a missione compiuta, si scopre che Supergirl non era morta nel futuro, bensì aveva deciso di rimanere, innamoratasi di Braniac 5.
- Prima che la serie animata Legion of Super Heroes fosse cancellata, era prevista l'inclusione nella stagione successiva del personaggio di Supergirl che avrebbe ripreso la sua storia d'amore con Brainiac 5.[senza fonte]

### Televisione
- Nella settima stagione (2007-2008) della serie televisiva Smallville, Kara venne introdotta nel cast e interpretata dall'attrice Laura Vandervoort. Smallville la descrive come la cugina di Clark (Tom Welling), la cui nave spaziale venne tenuta in stasi fino agli eventi degli episodi finali della sesta stagione.

Supergirl interpretata da Melissa Benoist nell'omonima serie televisiva

- Nel gennaio 2015 Melissa Benoist viene scelta come interprete di Kara Zor-El nella serie televisiva della CBS Supergirl,[70] prodotta da Greg Berlanti e Ali Adler.[71]
- Dal 2019 la versione di Kara Denvers/Supergirl di DC Super Hero Girls appare nella serie The Insuperable Dodi tramite il multiverso, inizialmente pensata come guest-star, ma poi diventa un personaggio fondamentale della serie.

### Videogiochi
Supergirl appare come personaggio giocabile nel videogioco Injustice 2.

### Pre-Crisi
- Dal 1959 fino al 1969: Action Comics dal n. 252 al n. 376.
- Dal 1969 fino al 1972: Adventure Comics dal n. 381 al n. 424.
- Dal 1972 fino al 1974: Supergirl dal n. 1 al n. 10.
- Dal 1974 fino al 1982: Il suo fumetto si fuse con quello di Jimmy Olsen e quello di Lois Lane per divenire Superman Family dal n. 164 al n. 222.
- Dal 1982 fino al 1984: The Daring New Adventures of Supergirl dal n. 1 al n. 23.

Kara Zor-El comparve in oltre 750 storie pubblicate dalla DC dal 1959 fino al 1985.

### Post-Crisi
- Dal 2004 fino al 2005: Superman/Batman dal n. 8 fino al n. 13 e n. 19
- Dal 2005: Supergirl (Vol. 5) dal n. 0
- Dal 2006 fino al 2008: Supergirl and the Legion of Super-Heroes (Legion of Super-Heroes, Vol. 5) dal n. 16 fino al n. 37
- Dal 2007: Action Comics n. 850
- Dal 2008: Crisi Finale

Kara Zor-El comparve anche come personaggio di supporto in numerosi altri numeri della DC Comics, inclusi Superman, Action Comics, Teen Titans, Amazons Attack, World War III, e Wonder Girl. Comparve anche in molti numeri di Superman, Action Comics, e Superman New Krypton a cominciare dall'evento World Without Superman nel 2009, e continuando con l'evento World Against Superman che la portò nel 2010.